# رزا موتا
رزا موتا (پرتغالی: Rosa Mota؛ زادهٔ ۲۹ ژوئن ۱۹۵۸) دونده ماراتن و دونده دو استقامت اهل پرتغال است. از افتخارات وی میتوان به کسب مدال طلا دو ماراتن در بازی‌های المپیک تابستانی ۱۹۸۸ و مدال برنز ماراتن در بازی‌های المپیک تابستانی ۱۹۸۴ اشاره کرد.